# بات جورمان
بات جورمان (بالإنجليزية: Pat Gorman)‏ هو ممثل بريطاني، ولد في القرن 20، وتوفي في 9 أكتوبر 2018.

## أعمال

### أفلام
- (1980) الرجل الفيل
- (1989) باتمان[4][5][6]

## وصلات خارجية
- بات جورمان على موقع IMDb (الإنجليزية)
- بات جورمان على موقع ألو سيني (الفرنسية)
- بات جورمان على موقع أول موفي (الإنجليزية)
- بات جورمان على موقع قاعدة بيانات الأفلام السويدية (السويدية)
- بات جورمان على موقع قاعدة بيانات الفيلم (الإنجليزية)
- بات جورمان على موقع كينوبويسك (الروسية)